# Heterocope borealis
Heterocope borealis är en kräftdjursart som först beskrevs av Fischer 1851.  Heterocope borealis ingår i släktet Heterocope, och familjen Temoridae. Arten är reproducerande i Sverige.